# آنتونیو دی ناردو (بازیکن فوتبال، زاده ۱۹۹۸)
آنتونیو دی ناردو (انگلیسی: Antonio Di Nardo؛ زادهٔ ۳۰ سپتامبر ۱۹۹۸) بازیکن فوتبال است.
از باشگاه‌هایی که در آن بازی کرده‌است می‌توان به باشگاه فوتبال اتلتیکو آرتزو اشاره کرد.